# Norrlands Literaturpreis
Norrlands Literaturpreis (schwedisch Norrlands litteraturpris) ist eine literarische Auszeichnung in Schweden, die seit 1973 jährlich von der Norrländischen Literaturgesellschaft (Norrländska litteratursällskapet) und dem Autorenzentrum Norden (Författarcentrum Norr) gemeinsam vergeben wird. 

## Hintergrund
Bis 2008 trug der Preis den Namen Rörling-Stipendium (Rörlingstipendiet) – nach dem Schriftsteller und Journalisten Arnold Rörling (1912–1972) – und wurde für vielversprechende norrländische Verfasserschaft vergeben. Seit einigen Jahren geht der Preis jedoch an das beste Buch des Vorjahres mit norrländischem Bezug. Im Jahr 2014 wurde der Preis in die zwei Kategorien Kinder- und Jugendliteratur und Erwachsenenliteratur unterteilt. Norrlands Literaturpreis ist mit 10000 schwedischen Kronen dotiert und wird in der Jahresversammlung der Literaturgesellschaft im Sommer verliehen.
Alle bisherigen Preisträger sind schwedischsprachig, darunter auch norrländische Schriftsteller mit samischem oder tornedalfinnischem Hintergrund wie Linnea Axelsson, Elin Anna Labba, Ann-Helén Laestadius, Mikael Niemi und Bengt Pohjanen.

## Preisträger

### Norrlands Literaturpreis
- 2023 Mikael Yvesand
- 2022 Kerstin Ekman
- 2021 Elin Anna Labba für Herrarna satte oss hit
- 2020 Pernilla Berglund
- 2019 Linnea Axelsson
- 2018 Anna Jörgensdotter
- 2017 Lina Josefina Lindqvist
- 2016 Katarina Kieri
- 2015 Ida Linde
- 2014 Elisabeth Rynell
- 2013 Pär Hansson
- 2012 Björn Löfström
- 2011 Therése Söderlind
- 2010 Ola Nilsson
- 2009 Fausta Marianović
- 2008 Kristina Sandberg
- 2007 Theres Kessler Agdler
- 2006 Mats Jonsson
- 2005 David Vikgren
- 2004 Anna Jörgensdotter
- 2003 Mattias Alkberg
- 2002 Mirja Unge
- 2001 Pär Hansson
- 2000 Charlotte Cederlöf
- 1999 Katarina Kieri
- 1998 Eva Sjödin
- 1997 (keine Preisvergabe)
- 1996 Maria Vedin
- 1995 Anita Salomonsson
- 1994 Peter Degerman
- 1993 Erik Grundström
- 1992 Roger Melin
- 1991 Susanne Sörensen
- 1990 Sigbritt Eklund
- 1989 Peter Lucas Erixon
- 1988 Mikael Niemi
- 1987 May Larsson
- 1986 Stig Andersson
- 1985 Anita Nilsson
- 1984 Bengt Ingelstam
- 1983 Göran Lundin
- 1982 Bengt Pohjanen
- 1981 Eva Magnusson
- 1980 Gunnar Frimodig
- 1979 Bo Sjögren
- 1978 Ingrid Kumlin und Hjalmar Westerlund
- 1977 Ingrid Andersson und Margareta Sarri
- 1976 Gunnar Kieri
- 1975 Runa Olofsson
- 1974 Göran Norström
- 1973 Per Fritjof Persson

### Norrlands Literaturpreis für Kinder- und Jugendliteratur
- 2023 Lina Stoltz
- 2022 Moa Backe Åstot
- 2021 Alma Thörn
- 2020 Linda Jones
- 2019 Anna Sundström Lindmark und Elisabeth Widmark
- 2018 Mia Öström
- 2017 Ann-Helén Laestadius für Tio över ett
- 2016 Mats Jonsson
- 2015 Lina Stoltz
- 2014 Bo R. Holmberg